# Richard Gough
Charles Richard Gough (ur. 5 kwietnia 1962 w Sztokholmie) – szkocki piłkarz grający na pozycji obrońcy.

## Kariera klubowa
Gough urodził się w Sztokholmie. Jego ojciec jest Szkotem, a matka Szwedką. Richard wychowywał się w Południowej Afryce, a pierwsze piłkarskie kroki stawiał w drużynie Wits University. Następnie przebywał na testach w Rangers F.C., a także w Charlton Athletic, ale w 1980 roku podpisał profesjonalny kontrakt z Dundee United. W barwach Dundee zadebiutował w Scottish Premier League. W 1983 roku wywalczył z United pierwsze w historii klubu mistrzostwo Szkocji, a w 1984 roku wystąpił w półfinale Pucharu Mistrzów, jednak Dundee odpadło po dwumeczu z AS Roma (2:0, 0:3). W „The Terrors” Richard występował do końca sezonu 1985/1986 i rozegrał dla tego klubu 165 meczów oraz zdobył 23 gole.
17 sierpnia 1986 roku Gough podpisał kontrakt z Tottenhamem Hotspur, prowadzonym przez menedżera Davida Pleata. Kosztował 750 tysięcy funtów, a w Division One swój debiut zaliczył 23 sierpnia w wygranym 3:0 meczu z Aston Villą. W Tottenhamie grał ponad rok i był podstawowym zawodnikiem. Rozegrał 49 spotkań i zdobył dwie bramki.
W październiku 1987 roku Gough powrócił do Szkocji i został zawodnikiem Rangers F.C., które zapłaciło za niego sumę półtora miliona funtów. Swój debiut w koszulce Rangersów zaliczył 10 października w meczu przeciwko Dundee United (0:1). W 1988 roku wywalczył z Rangersami swoje pierwsze trofeum – Puchar Ligi Szkockiej. Z kolei w latach [1989-1997 aż dziewięciokrotnie z rzędu zostawał mistrzem Szkocji. W latach 1992, [1993 i 1996 zdobył Puchar Szkocji, a w 1989, 1991, 1993, 1994 i 1997 kolejne puchary ligi. Do 1998 roku rozegrał dla Rangersów 318 spotkań i zdobył 26 goli.
Jeszcze w trakcie sezonu 1996/1997 Richard na krótko trafił do amerykańskiej Major League Soccer i grał w niej w barwach Kansas City Wizards. W 1998 roku Szkot ponownie wyjechał do Stanów Zjednoczonych i występował w drużynie San Jose Clash. Na początku 1999 roku został wypożyczony z San Jose do Nottingham Forest, w którym spędził pół roku.
11 czerwca 1999 Gough podpisał kontrakt z Evertonem. 8 sierpnia zadebiutował w jego barwach w Premiership w zremisowanym 1:1 meczu z Manchesterem United. W zespole prowadzonym przez rodaka Waltera Smitha grał w pierwszym składzie u boku innych Szkotów: Davida Weira, Johna Collinsa, Dona Hutchisona i Scota Gemmilla. W sezonie 2000/2001 był rezerwowym, a następnie zakończył karierę w wieku 39 lat.
| Sezon   | Klub                | Kraj              | Rozgrywki           | Mecze | Bramki |
| ------- | ------------------- | ----------------- | ------------------- | ----- | ------ |
| 1980/81 | Dundee United       | Szkocja           | Premier League      | 4     | 0      |
| 1981/82 | Dundee United       | Szkocja           | Premier League      | 30    | 1      |
| 1982/83 | Dundee United       | Szkocja           | Premier League      | 34    | 8      |
| 1983/84 | Dundee United       | Szkocja           | Premier League      | 33    | 3      |
| 1984/85 | Dundee United       | Szkocja           | Premier League      | 33    | 6      |
| 1985/86 | Dundee United       | Szkocja           | Premier League      | 31    | 5      |
| 1986/87 | Tottenham Hotspur   | Anglia            | Division One        | 40    | 2      |
| 1987/88 | Tottenham Hotspur   | Anglia            | Division One        | 9     | 0      |
| 1987/88 | Rangers F.C.        | Szkocja           | Premier League      | 31    | 5      |
| 1988/89 | Rangers F.C.        | Szkocja           | Premier League      | 35    | 4      |
| 1989/90 | Rangers F.C.        | Szkocja           | Premier League      | 26    | 0      |
| 1990/91 | Rangers F.C.        | Szkocja           | Premier League      | 26    | 0      |
| 1991/92 | Rangers F.C.        | Szkocja           | Premier League      | 33    | 2      |
| 1992/93 | Rangers F.C.        | Szkocja           | Premier League      | 25    | 2      |
| 1993/94 | Rangers F.C.        | Szkocja           | Premier League      | 37    | 3      |
| 1994/95 | Rangers F.C.        | Szkocja           | Premier League      | 25    | 1      |
| 1995/96 | Rangers F.C.        | Szkocja           | Premier League      | 29    | 3      |
| 1996/97 | Rangers F.C.        | Szkocja           | Premier League      | 27    | 5      |
| 1997    | Kansas City Wizards | Stany Zjednoczone | Major League Soccer | 19    | 0      |
| 1997/98 | Rangers F.C.        | Szkocja           | Premier League      | 24    | 1      |
| 1998    | San Jose Clash      | Stany Zjednoczone | Major League Soccer | 19    | 2      |
| 1998/99 | Nottingham Forest   | Anglia            | Premiership         | 7     | 0      |
| 1999/00 | Everton F.C.        | Anglia            | Premiership         | 29    | 1      |
| 2000/01 | Everton F.C.        | Anglia            | Premiership         | 9     | 0      |

## Kariera reprezentacyjna
W reprezentacji Szkocji Gough zadebiutował 30 marca 1983 roku w zremisowanym 2:2 meczu eliminacji do Euro 84 ze Szwajcarią. W 1986 roku został powołany przez Alexa Fergusona do kadry na Mistrzostwa Świata w Meksyku. Tam Richard był podstawowym zawodnikiem i zagrał we wszystkich trzech grupowych spotkaniach: z Danią (0:1), z RFN (1:2) i z Urugwajem (0:0). Z kolei w 1990 roku wystąpił na Mundialu we Włoszech, na którym zaliczył jedno spotkanie, przegrane 0:1 z Kostaryką.
W 1992 roku selekcjoner Andy Roxburgh uwzględnił Gougha w kadrze na Euro 92, na którym Richard był kapitanem. Na tym turnieju zagrał w trzech meczach: przegranych 0:1 z Holandią, 0:2 z Niemcami i wygranym 3:0 ze Wspólnotą Niepodległych Państw. Ogółem do 1993 roku w kadrze Szkocji wystąpił 61 razy i zdobył 6 goli.

## Kariera trenerska
Od listopada 2004 do maja 2005 roku Gough był menedżerem klubu Livingston F.C., któremu pomógł w utrzymaniu w Scottish Premier League.